# Hilarographa tornoxena
Hilarographa tornoxena es una especie de polilla de la familia Tortricidae.
Fue descrita científicamente por Diakonoff en 1977.